# Mickaël Poté
Mickaël Poté (Lione, 24 settembre 1984) è un ex calciatore beninese, di ruolo attaccante.

## Carriera

### Club
Poté comincia la sua carriera nel 2003 con il Grenoble con cui gioca tre partite nella sua prima stagione. Successivamente firma un contratto con il Cannes dove rimane per tre stagioni, giocando 51 partite segnando 9 reti. Nell'estate del 2007 firma per il Clermont Foot con cui gioca 36 volte segnando 5 gol. Il 26 giugno 2009 firma un triennale con il Nizza. Il 2 gennaio 2011 si trasferisce al Le Mans per sei mesi. Nell'agosto 2011 lascia la Ligue 1 per andare in Bundesliga: firma un triennale con la Dinamo Dresda. Nel 2014 Poté sceglie la strada dell'Omonia, con cui raggiunge i play-off di Europa League, diventando il cannoniere del campionato cipriota con 17 reti. Nel 2015 passa all'Adana Demirspor.

### Nazionale
Ha esordito in nazionale nel 2008.
Ha partecipato alla Coppa d'Africa del 2010 ed a quella del 2019.

## Statistiche

### Cronologia presenze e reti in nazionale
| Cronologia completa delle presenze e delle reti in nazionale ― Benin | Cronologia completa delle presenze e delle reti in nazionale ― Benin | Cronologia completa delle presenze e delle reti in nazionale ― Benin | Cronologia completa delle presenze e delle reti in nazionale ― Benin | Cronologia completa delle presenze e delle reti in nazionale ― Benin | Cronologia completa delle presenze e delle reti in nazionale ― Benin | Cronologia completa delle presenze e delle reti in nazionale ― Benin | Cronologia completa delle presenze e delle reti in nazionale ― Benin |
| Data                                                                 | Città                                                                | In casa                                                              | Risultato                                                            | Ospiti                                                               | Competizione                                                         | Reti                                                                 | Note                                                                 |
| -------------------------------------------------------------------- | -------------------------------------------------------------------- | -------------------------------------------------------------------- | -------------------------------------------------------------------- | -------------------------------------------------------------------- | -------------------------------------------------------------------- | -------------------------------------------------------------------- | -------------------------------------------------------------------- |
| 20-8-2008                                                            | Rabat                                                                | Marocco                                                              | 3 – 1                                                                | Benin                                                                | Amichevole                                                           | -                                                                    | 46’                                                                  |
| 7-9-2008                                                             | Cotonou                                                              | Benin                                                                | 3 – 2                                                                | Angola                                                               | Amichevole                                                           | -                                                                    |                                                                      |
| 12-10-2008                                                           | Kampala                                                              | Uganda                                                               | 2 – 1                                                                | Benin                                                                | Qual. Mondiali 2010                                                  | -                                                                    |                                                                      |
| 19-11-2008                                                           | Il Cairo                                                             | Egitto                                                               | 5 – 1                                                                | Benin                                                                | Amichevole                                                           | -                                                                    |                                                                      |
| 11-2-2009                                                            | Blida                                                                | Algeria                                                              | 2 – 1                                                                | Benin                                                                | Amichevole                                                           | -                                                                    |                                                                      |
| 29-3-2009                                                            | Kumasi                                                               | Ghana                                                                | 1 – 0                                                                | Benin                                                                | Qual. Mondiali 2010                                                  | -                                                                    |                                                                      |
| 7-6-2009                                                             | Cotonou                                                              | Benin                                                                | 1 – 0                                                                | Sudan                                                                | Qual. Mondiali 2010                                                  | -                                                                    |                                                                      |
| 21-6-2009                                                            | Bamako                                                               | Mali                                                                 | 3 – 1                                                                | Benin                                                                | Qual. Mondiali 2010                                                  | -                                                                    | 70’                                                                  |
| 6-9-2009                                                             | Cotonou                                                              | Benin                                                                | 1 – 1                                                                | Mali                                                                 | Qual. Mondiali 2010                                                  | -                                                                    | 79’                                                                  |
| 11-10-2009                                                           | Cotonou                                                              | Benin                                                                | 1 – 0                                                                | Ghana                                                                | Qual. Mondiali 2010                                                  | -                                                                    | 75’                                                                  |
| 6-1-2010                                                             | Tomé                                                                 | Benin                                                                | 1 – 0                                                                | Libia                                                                | Amichevole                                                           | -                                                                    | 58’                                                                  |
| 12-1-2010                                                            | Benguela                                                             | Benin                                                                | 2 – 2                                                                | Mozambico                                                            | Coppa d'Africa 2010 - 1º turno                                       | -                                                                    |                                                                      |
| 20-1-2010                                                            | Benguela                                                             | Egitto                                                               | 2 – 0                                                                | Benin                                                                | Coppa d'Africa 2010 - 1º turno                                       | -                                                                    | 70’                                                                  |
| 5-9-2010                                                             | Cotonou                                                              | Benin                                                                | 1 – 1                                                                | Burundi                                                              | Qual. Coppa d'Africa 2012                                            | 1                                                                    |                                                                      |
| 9-10-2010                                                            | Kigali                                                               | Ruanda                                                               | 0 – 3                                                                | Benin                                                                | Qual. Coppa d'Africa 2012                                            | -                                                                    | 46’                                                                  |
| 9-2-2011                                                             | Blida                                                                | Libia                                                                | 3 – 2                                                                | Benin                                                                | Amichevole                                                           | -                                                                    |                                                                      |
| 27-3-2011                                                            | Accra                                                                | Costa d'Avorio                                                       | 2 – 1                                                                | Benin                                                                | Qual. Coppa d'Africa 2012                                            | -                                                                    |                                                                      |
| 5-6-2011                                                             | Cotonou                                                              | Benin                                                                | 2 – 6                                                                | Costa d'Avorio                                                       | Qual. Coppa d'Africa 2012                                            | -                                                                    |                                                                      |
| 29-2-2012                                                            | Addis Abeba                                                          | Etiopia                                                              | 0 – 0                                                                | Benin                                                                | Qual. Coppa d'Africa 2013                                            | -                                                                    | 68’                                                                  |
| 26-5-2012                                                            | Ouagadougou                                                          | Burkina Faso                                                         | 2 – 2                                                                | Benin                                                                | Amichevole                                                           | 1                                                                    | 46’                                                                  |
| 3-6-2012                                                             | Cotonou                                                              | Benin                                                                | 1 – 0                                                                | Mali                                                                 | Qual. Mondiali 2014                                                  | -                                                                    |                                                                      |
| 10-6-2012                                                            | Kigali                                                               | Ruanda                                                               | 1 – 1                                                                | Benin                                                                | Qual. Mondiali 2014                                                  | -                                                                    |                                                                      |
| 17-6-2012                                                            | Cotonou                                                              | Benin                                                                | 1 – 1                                                                | Etiopia                                                              | Qual. Mondiali 2014                                                  | 1                                                                    |                                                                      |
| 8-9-2013                                                             | Porto-Novo                                                           | Benin                                                                | 2 – 0                                                                | Ruanda                                                               | Qual. Mondiali 2014                                                  | 1                                                                    |                                                                      |
| 17-5-2014                                                            | Sao Tomé                                                             | São Tomé e Príncipe                                                  | 0 – 2                                                                | Benin                                                                | Qual. Coppa d'Africa 2015                                            | -                                                                    | 74’                                                                  |
| 1-6-2014                                                             | Cotonou                                                              | Benin                                                                | 2 – 0                                                                | São Tomé e Príncipe                                                  | Qual. Coppa d'Africa 2015                                            | -                                                                    | 76’                                                                  |
| 12-10-2014                                                           | Dar-es-Salaam                                                        | Tanzania                                                             | 4 – 1                                                                | Benin                                                                | Amichevole                                                           | -                                                                    |                                                                      |
| 13-11-2014                                                           | Agadir                                                               | Marocco                                                              | 6 – 1                                                                | Benin                                                                | Amichevole                                                           | -                                                                    | 68’                                                                  |
| 14-6-2015                                                            | Bata                                                                 | Guinea Equatoriale                                                   | 1 – 1                                                                | Benin                                                                | Qual. Coppa d'Africa 2017                                            | -                                                                    | Uscita                                                               |
| 6-9-2015                                                             | Cotonou                                                              | Benin                                                                | 1 – 1                                                                | Mali                                                                 | Qual. Coppa d'Africa 2017                                            | -                                                                    | 78’                                                                  |
| 13-10-2015                                                           | Brazzaville                                                          | Rep. del Congo                                                       | 2 – 1                                                                | Benin                                                                | Amichevole                                                           | -                                                                    | 46’                                                                  |
| 12-11-2015                                                           | Cotonou                                                              | Benin                                                                | 2 – 1                                                                | Burkina Faso                                                         | Qual. Mondiali 2018                                                  | -                                                                    | 55’                                                                  |
| 17-11-2015                                                           | Ouagadougou                                                          | Burkina Faso                                                         | 2 – 0                                                                | Benin                                                                | Qual. Mondiali 2018                                                  | -                                                                    | 73’                                                                  |
| 27-3-2016                                                            | Cotonou                                                              | Benin                                                                | 4 – 1                                                                | Sudan del Sud                                                        | Qual. Coppa d'Africa 2017                                            | 1                                                                    | 88’                                                                  |
| 12-6-2016                                                            | Cotonou                                                              | Benin                                                                | 2 – 1                                                                | Guinea Equatoriale                                                   | Qual. Coppa d'Africa 2017                                            | -                                                                    | 73’                                                                  |
| 4-9-2016                                                             | Bamako                                                               | Mali                                                                 | 5 – 2                                                                | Benin                                                                | Qual. Coppa d'Africa 2017                                            | -                                                                    | 58’                                                                  |
| 24-3-2017                                                            | Nouakchott                                                           | Mauritania                                                           | 1 – 0                                                                | Benin                                                                | Amichevole                                                           | -                                                                    |                                                                      |
| 11-6-2017                                                            | Cotonou                                                              | Benin                                                                | 1 – 0                                                                | Gambia                                                               | Qual. Coppa d'Africa 2019                                            | -                                                                    | 72’                                                                  |
| 3-9-2017                                                             | Malabo                                                               | Guinea Equatoriale                                                   | 1 – 2                                                                | Benin                                                                | Amichevole                                                           | 1                                                                    | 88’                                                                  |
| 10-10-2017                                                           | Salon-de-Provence                                                    | Gabon                                                                | 0 – 1                                                                | Benin                                                                | Amichevole                                                           | 1                                                                    |                                                                      |
| 8-11-2017                                                            | Brazzaville                                                          | Rep. del Congo                                                       | 1 – 1                                                                | Benin                                                                | Amichevole                                                           | -                                                                    | 62’                                                                  |
| 12-11-2017                                                           | Cotonou                                                              | Benin                                                                | 1 – 1                                                                | Tanzania                                                             | Amichevole                                                           | -                                                                    | 55’                                                                  |
| 9-9-2018                                                             | Lomé                                                                 | Togo                                                                 | 0 – 0                                                                | Benin                                                                | Qual. Coppa d'Africa 2019                                            | -                                                                    | 68’                                                                  |
| 12-10-2018                                                           | Blida                                                                | Algeria                                                              | 2 – 0                                                                | Benin                                                                | Qual. Coppa d'Africa 2019                                            | -                                                                    | 78’                                                                  |
| 16-10-2018                                                           | Cotonou                                                              | Benin                                                                | 1 – 0                                                                | Algeria                                                              | Qual. Coppa d'Africa 2019                                            | -                                                                    | 42’ 72’                                                              |
| 17-11-2018                                                           | Bakau                                                                | Gambia                                                               | 3 – 1                                                                | Benin                                                                | Qual. Coppa d'Africa 2019                                            | 1                                                                    | 67’                                                                  |
| 11-6-2019                                                            | Marrakech                                                            | Benin                                                                | 1 – 0                                                                | Guinea                                                               | Amichevole                                                           | -                                                                    | 46’                                                                  |
| 18-6-2019                                                            | Marrakech                                                            | Benin                                                                | 3 – 1                                                                | Mauritania                                                           | Amichevole                                                           | -                                                                    |                                                                      |
| 25-6-2019                                                            | Ismailia                                                             | Ghana                                                                | 2 – 2                                                                | Benin                                                                | Coppa d'Africa 2019 - 1º turno                                       | 2                                                                    |                                                                      |
| 29-6-2019                                                            | Ismailia                                                             | Benin                                                                | 0 – 0                                                                | Guinea-Bissau                                                        | Coppa d'Africa 2019 - 1º turno                                       | -                                                                    | 90’                                                                  |
| 2-7-2019                                                             | Ismailia                                                             | Benin                                                                | 0 – 0                                                                | Camerun                                                              | Coppa d'Africa 2019 - 1º turno                                       | -                                                                    | 76’                                                                  |
| 5-7-2019                                                             | Cairo                                                                | Marocco                                                              | 1 – 1 dts (1-4 dtr)                                                  | Benin                                                                | Coppa d'Africa 2019 - Ottavo di finale                               | -                                                                    | 108’                                                                 |
| 10-7-2019                                                            | Cairo                                                                | Senegal                                                              | 1 – 0                                                                | Benin                                                                | Coppa d'Africa 2019 - Quarto di finale                               | -                                                                    | 77’                                                                  |
| 6-9-2019                                                             | Caen                                                                 | Costa d'Avorio                                                       | 1 – 2                                                                | Benin                                                                | Amichevole                                                           | -                                                                    | 62’                                                                  |
| 9-9-2019                                                             | Blida                                                                | Algeria                                                              | 1 – 0                                                                | Benin                                                                | Amichevole                                                           | -                                                                    |                                                                      |
| 13-10-2019                                                           | Porto-Novo                                                           | Benin                                                                | 2 – 2                                                                | Zambia                                                               | Amichevole                                                           | 1                                                                    | 84’                                                                  |
| 13-11-2019                                                           | Uyo                                                                  | Nigeria                                                              | 2 – 1                                                                | Benin                                                                | Qual. Coppa d'Africa 2021                                            | -                                                                    |                                                                      |
| 17-11-2019                                                           | Porto-Novo                                                           | Benin                                                                | 1 – 0                                                                | Sierra Leone                                                         | Qual. Coppa d'Africa 2021                                            | -                                                                    | 42’                                                                  |
| 11-10-2020                                                           | Lisbona                                                              | Gabon                                                                | 0 – 2                                                                | Benin                                                                | Amichevole                                                           | -                                                                    | 46’                                                                  |
| 17-11-2020                                                           | Maseru                                                               | Lesotho                                                              | 0 – 0                                                                | Benin                                                                | Qual. Coppa d'Africa 2021                                            | -                                                                    | 69’                                                                  |
| 27-3-2021                                                            | Cotonou                                                              | Benin                                                                | 0 – 1                                                                | Nigeria                                                              | Qual. Coppa d'Africa 2021                                            | -                                                                    | 74’                                                                  |
| 8-6-2021                                                             | Cotonou                                                              | Benin                                                                | 2 – 2                                                                | Zambia                                                               | Amichevole                                                           | -                                                                    | 63’                                                                  |
| 15-6-2021                                                            | Conakry                                                              | Sierra Leone                                                         | 2 – 1                                                                | Benin                                                                | Qual. Coppa d'Africa 2021                                            | -                                                                    | 73’                                                                  |
| 2-9-2021                                                             | Antananarivo                                                         | Madagascar                                                           | 0 – 1                                                                | Benin                                                                | Qual. Mondiali 2022                                                  | -                                                                    | 89’                                                                  |
| 7-10-2021                                                            | Dar es Salaam                                                        | Tanzania                                                             | 0 – 1                                                                | Benin                                                                | Qual. Mondiali 2022                                                  | -                                                                    | 74’                                                                  |
| 10-10-2021                                                           | Cotonou                                                              | Benin                                                                | 0 – 1                                                                | Tanzania                                                             | Qual. Mondiali 2022                                                  | -                                                                    |                                                                      |
| 11-11-2021                                                           | Cotonou                                                              | Benin                                                                | 2 – 0                                                                | Madagascar                                                           | Qual. Mondiali 2022                                                  | -                                                                    | 81’                                                                  |
| 14-11-2021                                                           | Kinshasa                                                             | RD del Congo                                                         | 2 – 0                                                                | Benin                                                                | Qual. Mondiali 2022                                                  | -                                                                    | 74’                                                                  |
| 4-6-2022                                                             | Diamniadio                                                           | Senegal                                                              | 3 – 1                                                                | Benin                                                                | Qual. Coppa d'Africa 2023                                            | -                                                                    | 74’                                                                  |
| Totale                                                               |                                                                      | Presenze                                                             | 69                                                                   |                                                                      | Reti                                                                 | 10                                                                   |                                                                      |

## Palmarès

### Club

#### Competizioni nazionali
- Campionato cipriota: 1

APOEL: 2017-2018